# Peisos
Peisos is een geslacht van kreeftachtigen uit de klasse van de Malacostraca (hogere kreeftachtigen).

## Soort
- Peisos petrunkevitchi Burkenroad, 1945